# Ф (електровоз)

Електровоз Ф — електровоз змінного струму, будувався у Франції на замовлення СРСР.

## Історія
Для отримання досвіду експлуатації і конструювання електровозів змінного струму напругою 25 кВ радянський союз в липні 1957 року замовив в Франції 50 електровозів змінного струму типу 3О-3О з ігнітронами. 40 електровозів повинні були бути вантажними (з них 10 з рекуперативним гальмуванням) і 10 — пасажирськими.
Під час проектування електровозів серії Ф використовувались аналогічні вузли, які застосовувалися на французьких електровозах. З метою полегшення транспортування по залізницям Франції кузов електровоза спроектували без повного використання  габариту залізниць СРСР, це дещо стіснило проходи в кузові і підвищило довжину кузова електровоза. Як тягові електродвигуни на вантажних локомотивах були встановлені ТАО-649В1, а на пасажирських — ТАО-649А1, які відрізнялися конструкцією остова. Електровози могли працювати по системі багатьох одиниць.
До 1963 року всі 50 локомотивів цієї серії знаходились в Красноярському депо. Експлуатація показала, що електровози даної серії мають велику кількість недоопрацювань, як в електричній (автотрансформаторні обмотки, тягові електродвигуни, електродвигуни вентиляторів, резистори), так і в механічній (опори кузова і муфти мотор-компресорів) частинах. Доопрацьовували машину вже в СРСР. Налагодити роботу рекуперативного гальмування  намагалися більше року, однак різноманітні недоопрацювання так і не дозволили використовувати електричне гальмування на електровозах серії Ф з рекуперацією (ФР).
На початку 1970-х років електровози серій Ф, ФР і ФП через зношеність обладнання, а саме випрямної установки, почали відсторонювати від роботи і замінювати електровозами серій ВЛ60 і ВЛ60П. До серпня 1973 року було списано 10 електровозів: сім серії Ф, один — ФР і два — ФП. Сорок локомотивів пройшли заводський ремонт. До серпня 1976 з інвентарного парку виключили ще сім електровозів серії Ф і п"ять — серії ФП. Частину електровозів що залишилась обладнали кремнієвими випрямлячами і застосовували лише на допоміжних роботах. Електровози з ігнітронами списали. Останні французькі електровози виключили з інвентарного парку МШС в 1987 році.

## Модифікації

### ФР
10 електровозів серії Ф виготовили з рекуперативним гальмуванням і отримали позначення ФР.

### ФП
10 електровозів серії Ф були пасажирськими і позначаличь ФП.

### ФК
Декілька електровозів серії Ф в результаті модернізацій отримали позначенняФК. Індекс К вказує на наявність в електровозі кремнієвих випрямлячів.